# イワダレゴケ

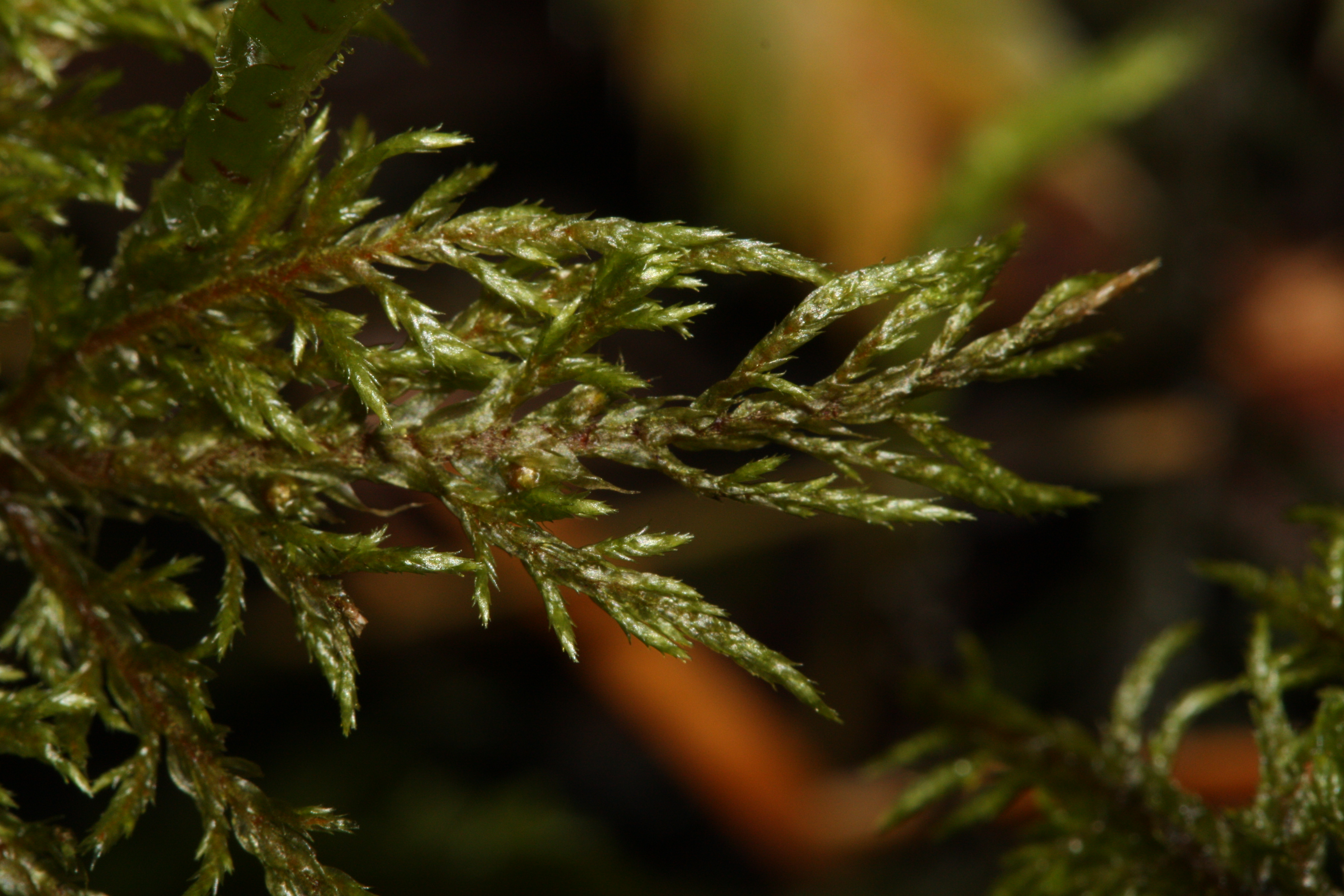
葉の拡大

イワダレゴケ (Hylocomium splendens) は、無性的に繁殖する多年生のコケ植物。

## 分布
ヨーロッパ、ロシア、アラスカ、カナダ、日本など北半球の林床に広く分布するほか、オーストラリアでも見られる。ツンドラや標高の高い地域にも生育しており、イギリスの植生分類体系でも、ヨーロッパアカマツと本種で構成される群落が、生態的に特徴のある類型として記載されている。

## 形態
雌雄異株。草体は薄い緑色あるいは黄色味がかる緑や赤色、茎は赤色である。大きさは約20cm。
直立してやや屈曲する茎から細かい葉を密生し、平面的に広がる。日陰を好んで生え、腐植土の上や樹木の上に這ってマット状に生育しており、枯れた草体の上に新しい草体が生えていることもある。草体の大きさやマットの伸長は、南方では大型となり、ツンドラなどの北方では小型になるとされる。

## 利用
果物や野菜を詰める箱の中に敷き、果物などを飾るときの装飾品として用いられることがあるほか、抗菌作用や抗癌作用のある物質を含む可能性が指摘されている。